# 배서 (삼국지연의)
배서(裴緖, 裴緒)는 사서가 아닌 소설 《삼국지연의》에 등장하는 가공의 인물이다. 제갈량의 제1차 북벌 때 제갈량의 지시를 이행해 최량과 마준을 속인다. 배서란 이름은 본명인지, 작중 존재하는 위나라 무장의 이름인지, 작중에서도 가공의 이름인지는 정확하지 않다.

## 묘사
제92회에서만 출현한다. 제갈량의 제1차 북벌의 서전인 봉명산 전투에서 위나라 대도독 하후무가 패해 남안군으로 도주한다. 제갈량은 이를 포위하고 안정군과 천수군을 취하기 위한 계책을 실행한다. 제갈량의 심복 부하 2명은 일단 안정태수 최량에게로 간다. 먼저 도착한 이는 하후무의 심복 장수 배서라 자칭하며 ‘남안성이 위급해 불을 피워 신호를 보냈으나 천수와 안정의 구원병이 당도하지 않아 자신이 포위를 뚫고 이를 알리러 왔으니 얼른 원군을 보내달라’고 한다. 최량이 하후무의 문서를 요구하자 땀에 전 문서를 슬쩍 보여주고는 천수로 떠난다. 이틀이 되지 않아 두 번째로 도착한 이는 천수태수가 이미 출병했다고 말한다. 최량이 낚여서 출동했다가 안정성을 잃는다.
배서라 자칭하는 이는 천수태수 마준에게도 원병을 청하고는 작품에서 사라진다. 다음 날 도착한 이는 안정병이 이미 출발했다고 말한다. 마준이 출진하려던 차 중랑장 강유가 제갈량의 계략임을 간파한다. 그 이유는 남안이 물 샐 틈도 없게 겹겹이 둘러싸여 빠져나오기 어려우며 배서란 이는 무명의 하급 장교로 지금껏 본 적도 없는 데다가 안정의 전령이라 칭한 이는 공문조차 없었기 때문이다.

## 참고 문헌
- 나관중 원저, 모종강 개찬, 《삼국지연의》